# 阿布奇路

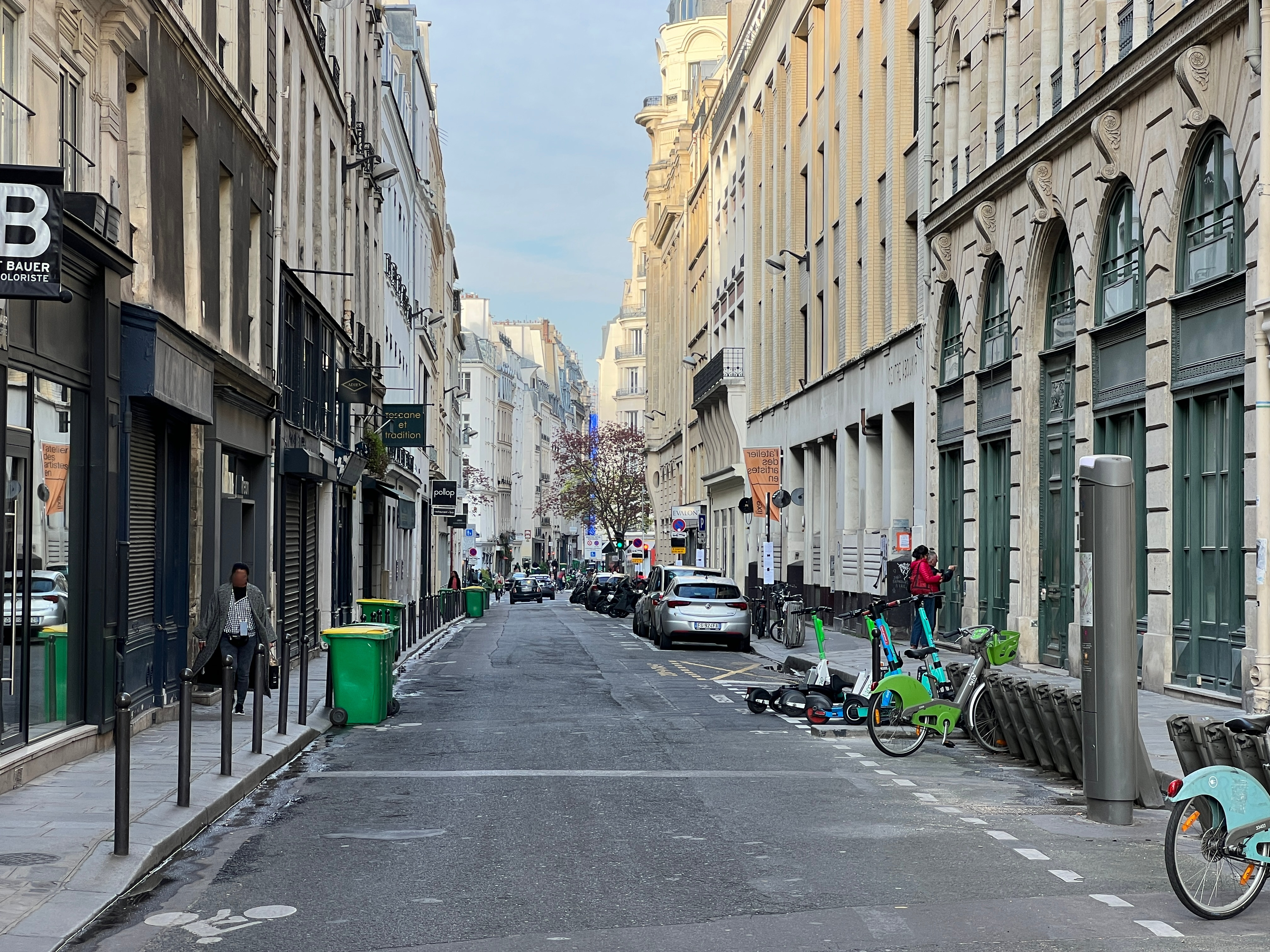
阿布奇路（2023年4月）

阿布奇路（法語：Rue d’Aboukir）是法国巴黎的一条街道，位于巴黎第二区。开始于空口袋路（rue Vide-Gousset）2号和胜利广场2号，结束于圣德尼路（Rue Saint-Denis）285号。长870米，宽12米。
这条路命名于1865年10月2日，与毗邻的开罗广场均是为了纪念法军在埃及的胜利（1799年）。它平行于克莱理路（rue de Cléry）。
附近的地铁站包括小路站和斯特拉斯堡-圣德尼站。
阿布奇路3号为原朗布依埃府邸（hôtel de Rambouillet）。

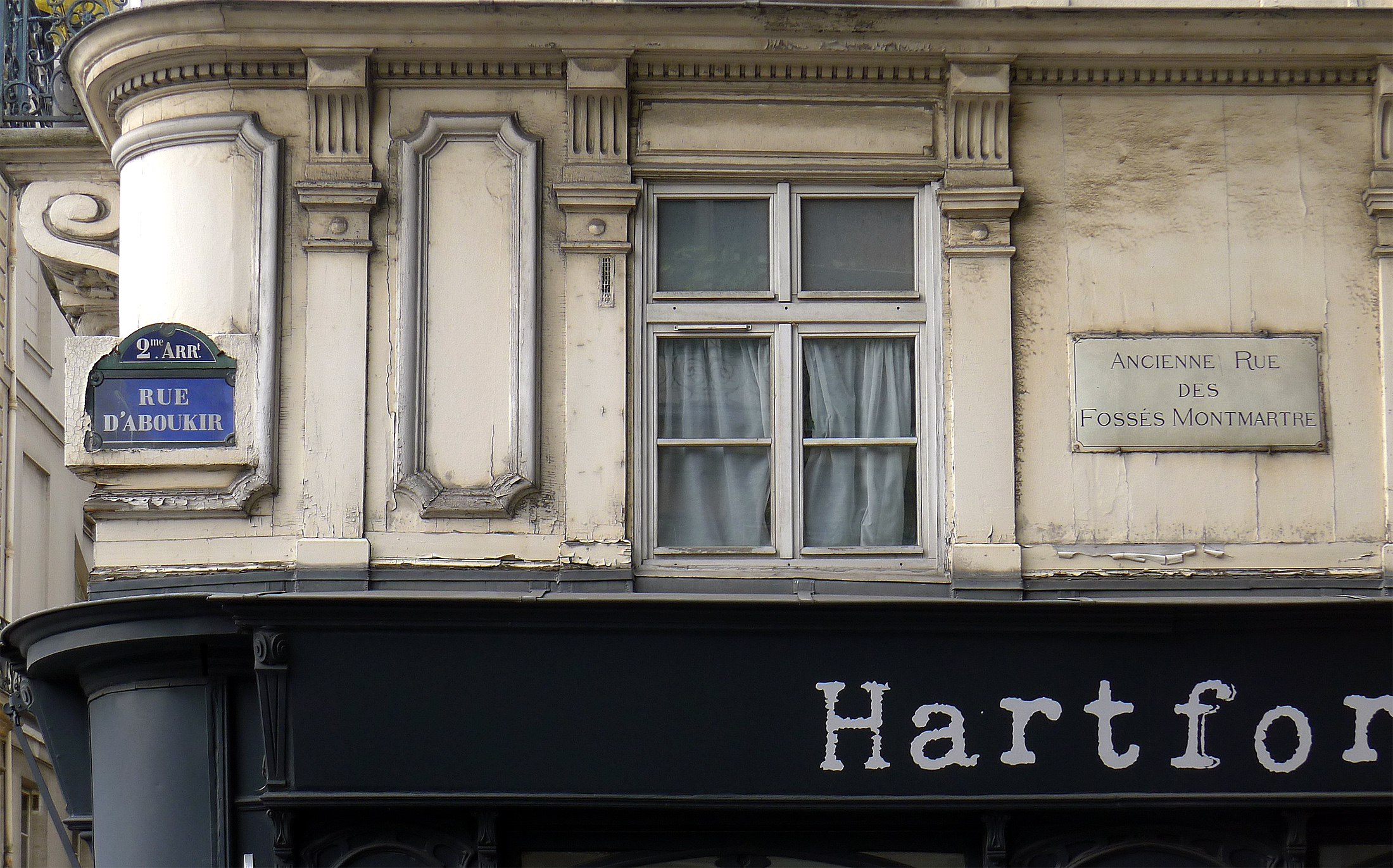
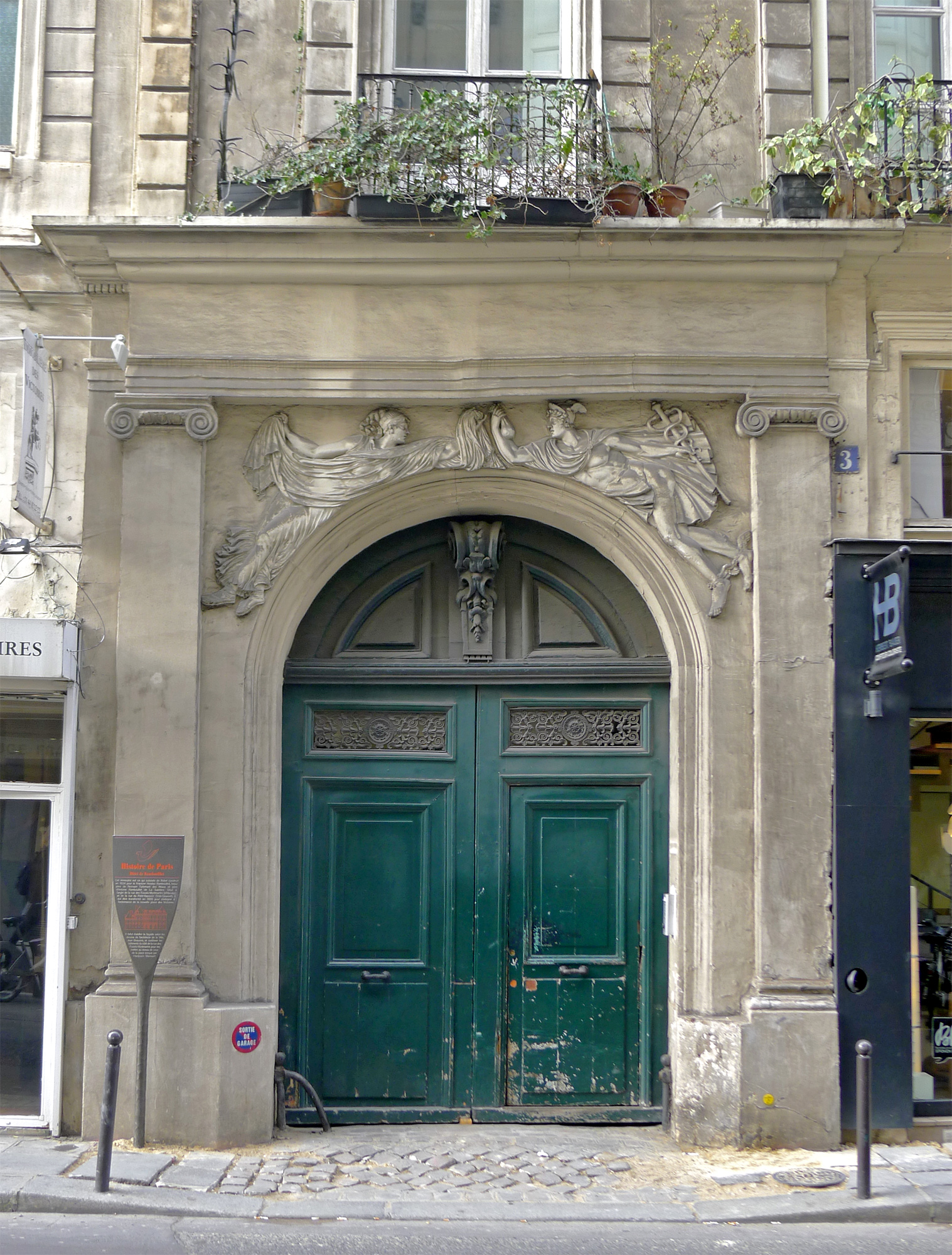
原朗布依埃府邸